# 加賀義也
加賀 義也（かが よしや、2002年〈平成14年〉10月12日 - ）は、日本の俳優。神奈川県出身。身長は176cm。レイ・グローエンタテインメント所属。

## 出演

### 映画
- 死刑にいたる病 （2022年5月6日公開、監督：白石和彌、クロックワークス）[2]

### ドラマ
- ドラマイズム トーキョー製麺所 第肆話（2021年9月29日、TBSテレビ系）[3]
- 2021年　踊り場にて (フジテレビ) - 高校生 役
- 2022年　ナンバMG5(フジテレビ) - 高校生　役
- 2022年　シェアするラ!(BS-TBS) - 高校生 役
- 2023年 ドラフトキング(WOWOWオリジナルドラマ) - 野原俊介 役
- ドラマDiVE シークレット同盟 第6話（2024年5月10日、読売テレビ） - 大学生 役

### スチール
- 2022年 Microsoftパンフレットモデル - 高校生 役
- 2022年 アサヒ飲料ホームページモデル

### CM
- 2021年　スーパーカップWeb「屋上」篇 - 高校生 役
- 2021年　ポカリスエット 「でも君が見えた」篇 - 高校生 役
- 2021年　ニチイ学館 ムービー「優しさも、自分らしさ」篇 - 高校生 役
- 2022年　丸美屋 混ぜ込みわかめシリーズ「混ぜ込みエール」篇 - 野球部員　役
- いすゞ自動車 新型フォワード「みんなフォワード希望！」篇（Web広告、配信：2023年9月12日 - ）[4]

### 配信ドラマ
- NETFLIXシリーズ 恋愛バトルロワイヤル（2024年8月29日配信、Netflix） - 遠藤貴樹 役[5]